# Seznam děl Antonína Dvořáka

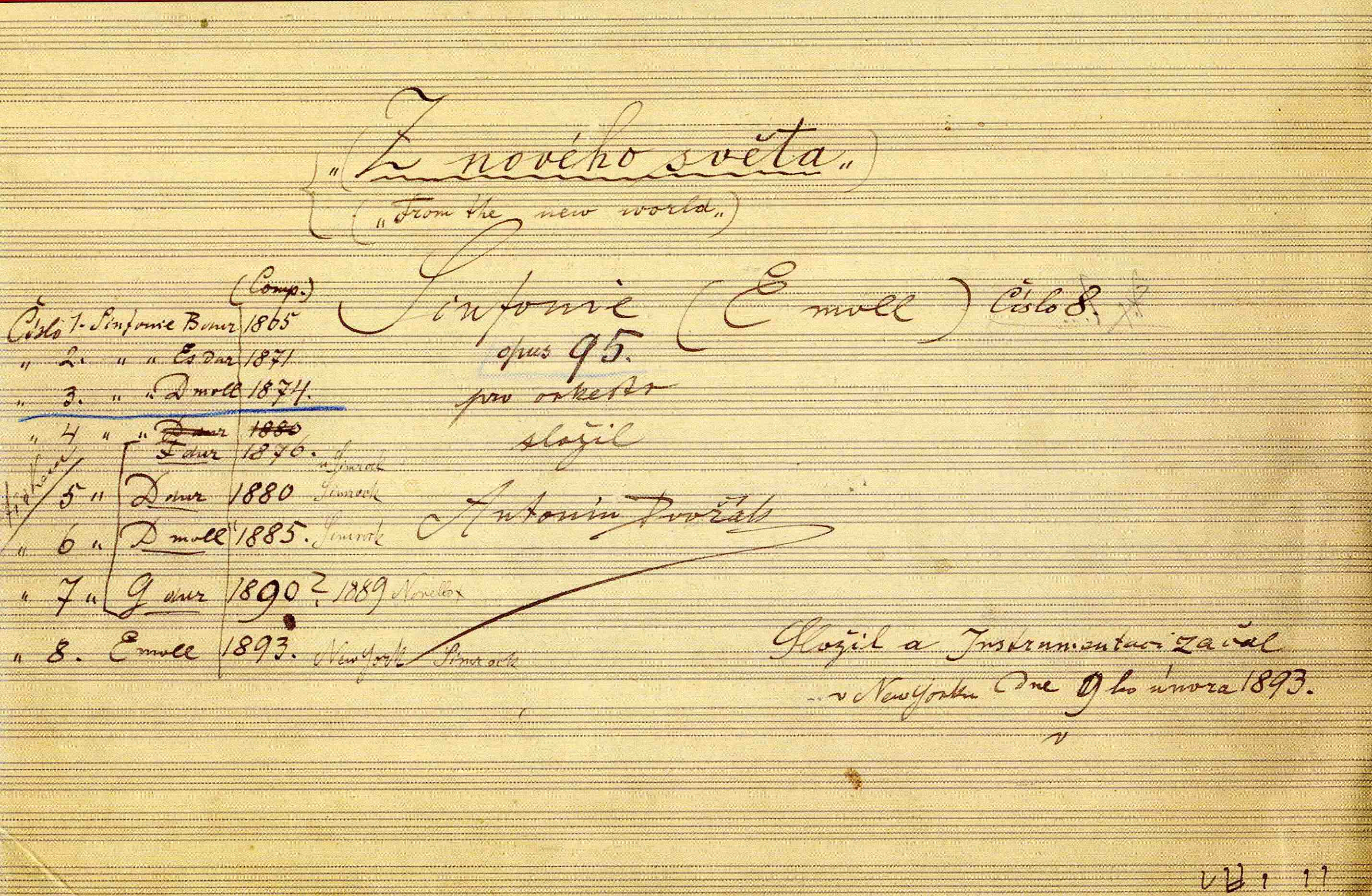
Titulní strana autografu Symfonie č. 9 "Z Nového světa"

Toto je nekompletní seznam skladeb Antonína Dvořáka, obsahuje pouze známější, hranější a populárnější skladby.
Dílo Antonína Dvořáka je bohaté jak svým počtem, tak rozsahem forem – čítá téměř 120 opusů, z nichž většina představuje velká orchestrální, vokálně-instrumentální či hudebně dramatická díla.

## Seznam hlavních děl

### Symfonie
- Symfonie č. 1 c moll „Zlonické zvony“ (1865)
- Symfonie č. 2 B dur, op. 4 (1865)
- Symfonie č. 3 Es dur, op. 10 (1873)
- Symfonie č. 4 d moll, op. 13 (1874)
- Symfonie č. 5 F dur, op. 76 (1875)
- Symfonie č. 6 D dur, op. 60 (1880)
- Symfonie č. 7 d moll, op. 70 (1885)
- Symfonie č. 8 G dur, op. 88 (1889)
- Symfonie č. 9 e moll „Z Nového světa“, op. 95 (1893)

Poznámka: Za Dvořákova života byla 1. symfonie nezvěstná a proto také neprovedená. Proto také autograf Symfonie z Nového světa byl označen jako symfonie č. 8. Současné číslování Dvořákových symfonií pochází od dvořákovského badatele Otakara Šourka.

### Vokálně-instrumentální skladby, oratoria, kantáty
- hymnus Dědicové Bílé hory, op. 30 (1872, přepracováno 1880 a 1886)
- Stabat Mater, op. 58 (1877)
- Žalm 149, op. 79 (1879, 1887 přepracováno pro smíšený sbor a orchestr)
- Svatební košile, op. 69 (1884)
- Svatá Ludmila, op. 71 (1886)
- Mše D dur, op. 86, (1887 verze s varhanním doprovodem, 1892 s orchestrem, zvaná též Lužanská)
- Requiem b moll, op. 89 (1890)
- Te Deum, op. 103 (1892)

### Opery
- Alfred (1870)
- Král a uhlíř, op. 14 (1874; první nedochovaná verze z roku 1871)
- Tvrdé palice, op. 17 (1874)
- Vanda, op. 25 (1875)
- Šelma sedlák, op. 37 (1877)
- Dimitrij, op. 64, (1882, 2. verze 1894)
- Jakobín, op. 84, (1888, částečně přepracováno 1897)
- Čert a Káča, op. 112 (1899)
- Rusalka, op. 114 (1900)
- Armida, op. 115 (1903)

### Koncerty a koncertantní skladby
- Koncert pro violoncello a klavír A dur, (1865)
- Romance pro housle a orchestr f moll, op. 11 (1873/1877)
- Smyčcová serenáda E dur, op. 22 (1875)
- Koncert pro klavír a orchestr g moll, op. 33 (1876)
- Koncert pro housle a orchestr a moll, op. 53 (1879, revize 1880)
- Koncert pro violoncello a orchestr h moll, op. 104 (1895)

### Symfonické básně, rapsodie, předehry, orchestrální skladby a suity
- Symfonická báseň (Rhapsodie a moll), op. 14 (1874)
- Symfonické variace pro orchestr, op. 78 (1877)
- Slovanské rapsodie, op. 45 (D dur, g moll, As dur; 1878)
- Česká suita, op. 39 (1879)
- Legendy, op. 59 (1881)
- Husitská, dramatická ouvertura op. 67 (1883)
- Karneval, koncertní ouvertura op. 92 (1891)
- Scherzo capriccioso, op. 66 (1883)
- Suita A dur, op. 98B (1895)
- Vodník, symfonická báseň podle balady K. J. Erbena, op. 107 (1896)
- Polednice, symfonická báseň podle balady K. J. Erbena, op. 108 (1896)
- Zlatý kolovrat, symfonická báseň podle balady K.J.Erbena, op. 109 (1896)
- Holoubek, symfonická báseň podle balady K. J. Erbena, op. 110 (1896)
- Píseň bohatýrská, symfonická báseň op. 111 (1899)
- Slovanské tance, op. 46 (I. řada, 1878) a op. 72 (II. řada, 1887) – původně pro čtyřruční klavír

### Komorní hudba
- Smyčcový kvintet G dur, op. 77 (1875)
- Klavírní kvintet A dur, op. 81 (1887)
- Sonatina pro housle a klavír, op. 100 (1893)
- Smyčcový kvintet Es dur, op. 97 (1893)
- Smyčcový kvartet Es dur „Slovanský“, op. 51 (1879)
- Smyčcový kvartet F dur „Americký“, op. 96 (1893)
- Smyčcový kvartet As dur, op. 105 (1895)

### Klavírní skladby
- Silhouety, op. 8 (1879)
- Mazurky, op. 56 (1880)
- Dumka a furiant, op. 12 (1884)
- Poetické nálady, op. 85 (1889)
- Suita A dur, op. 98 (1894) – později též orchestrální verze
- Humoresky, op. 101 (nejznámější Humoreska č. 7 Ges dur)
- Slovanské tance, op. 46 (I. řada, 1878) a op. 72 (II. řada, 1887) – později též orchestrální verze
- Legendy, op. 59 (1881)

### Písně a sbory
- Čtyři písně, op. 82 (1888, nejznámější č. 1 Kéž duch můj sám)
- Písně milostné, op. 83 (1888, nejznámější č. 2 V tak mnohém srdci mrtvo jest)
- Biblické písně, op. 99 (1894)
- Ave Maria, op. 19B (1877)
- Ave Maris Stella, op. 19B (1879)
- Moravské dvojzpěvy, op. 20 (soprán, tenor + klavír, 1875)
- Moravské dvojzpěvy, op. 29 a 32 (soprán, alt + klavír, 1876)
- Moravské dvojzpěvy, op. 38 (soprán, alt + klavír, 1877)
- Kytice z českých národních písní, op. 41 (1877)
- Z kytice národních písní slovanských, op. 43 (1878)
- Pět sborů na texty litevských národních písní, op. 27 (1878)
- Čtyři sbory, op. 29 (1876)
- V přírodě, op. 63 (1882)

## Reprezentativní diskografie
Interpretací Dvořákových jednotlivých děl existují ve světě stovky. Následující přehled uvádí ty z nich, které jsou obecně považovány za umělecky nejzdařilejší.
- Česká suita, Husitská, Můj domov, Nokturno H dur, Scherzo capriccioso, Česká filharmonie, dirigent Václav Neumann, Supraphon
- Rekviem, op. 89. Smuteční mše pro sóla, smíšený sbor a orchestr. Česká filharmonie, Český pěvecký sbor (sbormistr Markéta Kühnová), sólisté Sieglinde Wagner (alt), Maria Stader (soprán), Kim Borg (bass), Ernst Häfliger (tenor). Dirigent: Karel Ančerl. Supraphon 1957 (+ reedice). Historicky patrně vůbec nejlepší interpretace tohoto výjimečného díla (Grand Prix du disque de l'Académie Charles Cros).
- Stabat mater, op. 58 pro sóla, sbor a orchestr: Česká filharmonie, dirigent Wolfgang Sawallish, Český filharmonický sbor, sólisté: Beňačková, Wenkel, Dvorský, Rootering – Česká filharmonie, dirigent Václav Talich, Český filharmonický sbor, sbormistr Jan Kühn, sólisté: Drahomíra Tikalová, Marta Krásová, Beno Blachut, Karel Kalaš, Supraphon, 2 CD, nahráno 1952, reedice 1993 a 2006 (Talich Special Edition 10).
- Symfonie č. 3 Es dur, op. 10. Česká filharmonie, dirigent: Václav Neumann.
- Symfonie č. 5 F dur a č. 7 d moll, op. 70 a 76, Symfonický orchestr Českého rozhlasu, dirigent Vladimír Válek
- Symphony No. 6 in D major, op. 60, Czech philharmonic orchestra, conductor: Karel Ančerl; 1966.
- Koncert pro klavír a orchestr g moll, op. 33. Česká filharmonie, dirigent: Rafael Kubelík, klavír: Rudolf Firkušný. Multisonic records (CD)
- Symfonie č. 8 G dur,op. 88. Česká filharmonie, dirigent Václav Neumann
- Koncert pro housle a moll, op. 53, David Oistrach – housle, Česká filharmonie, dirigent Karel Ančerl
- Piano Quintet, op. 81 and Bagatelles, op. 47. Juilliard Quartet, klavír: Rudolf Firkušný
- Koncert pro violoncello a orchestr č. 2 h moll, Op. 104, Gregor Piatigorsky (cello), Boston Symphony Orchestra, Charles Munch (conductor)
- Svatební košile. Balada na text K. J. Erbena, Pražský symfonický orchestr (Symfonický orchestr hlavního města Prahy F.O.K.), Pražský filharmonický sbor, dirigent: Jiří Bělohlávek, CD
- Te Deum, op. 103, pro sólisty, sbor a orchestr. Česká filharmonie, Pražský filharmonický sbor se sólisty (Jaroslav Souček – baryton, Gabriela Beňačková-Čápová – soprán). Bonton (CD).
- Symphony no. 9 in e minor, op. 95 „From the new world“ – Česká filharmonie, dirigent Karel Ančerl
- Slovanské tance, op. 46 a 72, Česká filharmonie, dirigent Václav Neumann, nahráno: 1971. Reedice 1978
- Slovanský a Americký kvartet, op. 51 a 96, Antiquarius Quartet Praga (Arta Records 2002) 1978
- Biblické písně, pp. 99, Eduard Haken – bas, Martin Gotthard Schneider – varhany, 1993, CD Supraphon
- Rusalka op. 114, Orchestr a sbor Národního divadle v Praze, dirigent Jaroslav Krombholc, Rusalka: Ludmila Červinková, Princ: Beno Blachut, Vodník: Eduard Haken, Ježibaba: Marta Krásová, Cizí kněžna: Marie Podvalová ad. Nahráno 1952, Supraphon 2CD 2005.
- Jakobín op. 84, Filharmonie Brno, Kühnův smíšený sbor, dirigent Jiří Pinkas, sbormistr Pavel Kühn, Bohuš: Václav Zítek, Júlie: Marcela Machotková, Vilém z Harasova: Karel Průša, Filip: Karel Berman, Benda: Beno Blachut, Terinka: Daniela Šounová-Brouková, Jiří: Vilém Přibyl ad. 2CD Supraphon P 1978, vydáno 1994.
- Sonáta pro housle a klavír F dur, op. 57, Československé komorní duo (Pavel Burdych, housle & Zuzana Berešová, klavír), Český rozhlas 2012